# أسناث ماهابا
أسناث ماهابا (بالإنجليزية: Asnath Mahapa)‏ (من مواليد أكتوبر 1979) هي طيارة، من جنوب أفريقيا. وتعد أول امرأة تحصل على رخصة طيار للنقل الجوي وأصبحت طيارةً تجاريةً في جنوب إفريقيا، على الرغم من الأمثلة على عكس ذلك. وقد سافرت إلى الأمم المتحدة للصليب الأحمر وبرنامج الأغذية العالمي في وسط وغرب إفريقيا. تم تعيينها مؤخرًا كمتحدثة باسم حملة «خذ فتاة صغيرة إلى يوم العمل» في الخلية «سي».

## حياتها المبكرة
وُلدت مهابا ونشأت في ليمبوبو، وهي مقاطعة في الجزء الشمالي من جنوب إفريقيا، وفي عامها الأول من الدراسة في جامعة كيب تاون، تركت المدرسة للانضمام إلى مدرسة الطيران.

## حياتها المهنية
في مارس 1998، بدأت ماهابا تدريبه كطيار في بولوكوين في جي آند ال للطيران. في نفس العام، انتقلت لاحقًا إلى أكاديمية بروجرس للطيران لإنهاء الحصول على رخصة الطيارين الخاصة. في 8 أكتوبر 1999، حصلت على رخصتها التجارية ومنذ ذلك الحين عملت مع منظمات مشهورة. في عام 2001، انضمت إلى القوات الجوية لجنوب إفريقيا وعملت حتى عام 2002. بين مايو 2003 ويناير 2007، سافرت إلى الأمم المتحدة للأغذية والصليب الأحمر، والتي تعمل أساسًا في بلدان وسط وغرب إفريقيا. بدأت الطيران لشركة طيران جنوب إفريقيا في فبراير 2019 وهي الآن تطير دوليًا كضابط أول كبير في طائرة إيرباص 340. قبل ذلك، سافرت أيضًا إلى دي إتش إل إكسبريس في منطقة جنوب أفريقيا.

## الجوائز والتقديرات
وقد تم تكريمها بعدة جوائز منها:
- تم الاعتراف بها كواحدة من أكبر 100 امرأة في عالم الطيران في كتاب من تأليف ليز موسكروب وسانجاي رامبال، الذي نشر في عام 2016.[9]
- 2003 - نالت جائزة الطيار الأفريقي الأولى من منتدى الإدارة السوداء.
- حصلت على جوائز ليمبوبو للنساء في التميز - منتدى الإدارة السوداء.
- 2003 - تم ترشيحها لجائزة امرأة العام (العلوم والتكنولوجيا)